# S/S Mariefred
S/S Mariefred (i folkmun längs traden kallad "Maja") är ett ångfartyg som byggdes 1903 på Södra varvet i Stockholm på uppdrag av ett lokalt rederi i Mariefred. Fartyget sattes omedelbart in på traden mellan Stockholm och Mariefred via Enhörna, en trad som hon trafikerat sedan dess. Ångbåten är troligen världsunik efter att i över 100 år ha gått på samma trad och därtill är hon fortfarande framdriven av samma ångmaskin som när hon byggdes.
Redan år 1905 gick rederiet samman med ett konkurrerande rederi och därmed bildades Gripsholms-Mariefreds Ångfartygsaktiebolag (GMÅA). Sedan början av 2000-talet är KG Knutssons Stiftelse för Ångfartyget Mariefred och den Svenska Ångbåtskulturen huvudägare i detta bolag.
År 2018 kom SVT-dokumentäen Ånga om sommaren som skildrade S/S Mariefreds besättning och dess färd på Mälaren.

## Bildgalleri

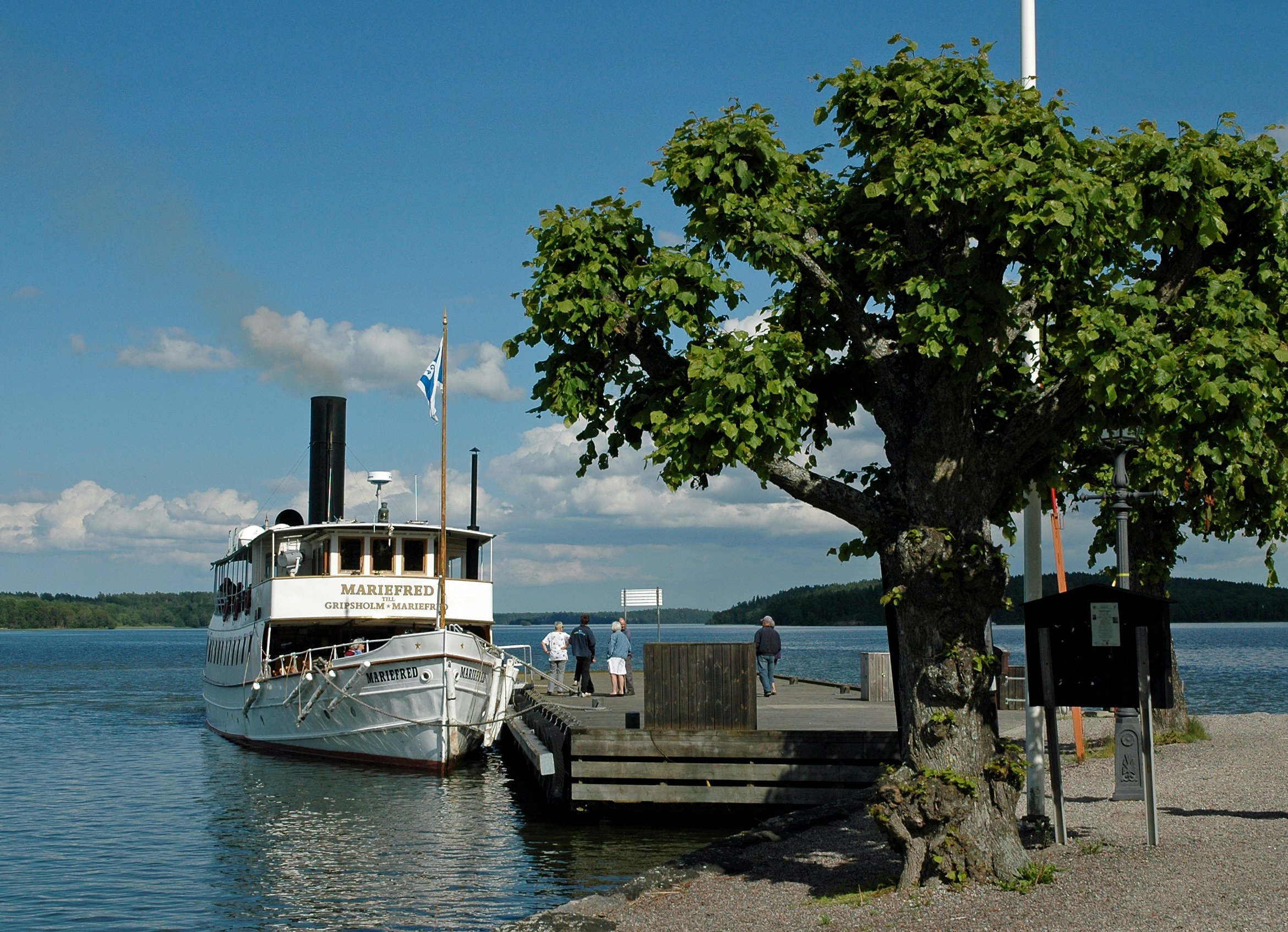
S/S Mariefred vid ångbåtsbryggan i Mariefred.
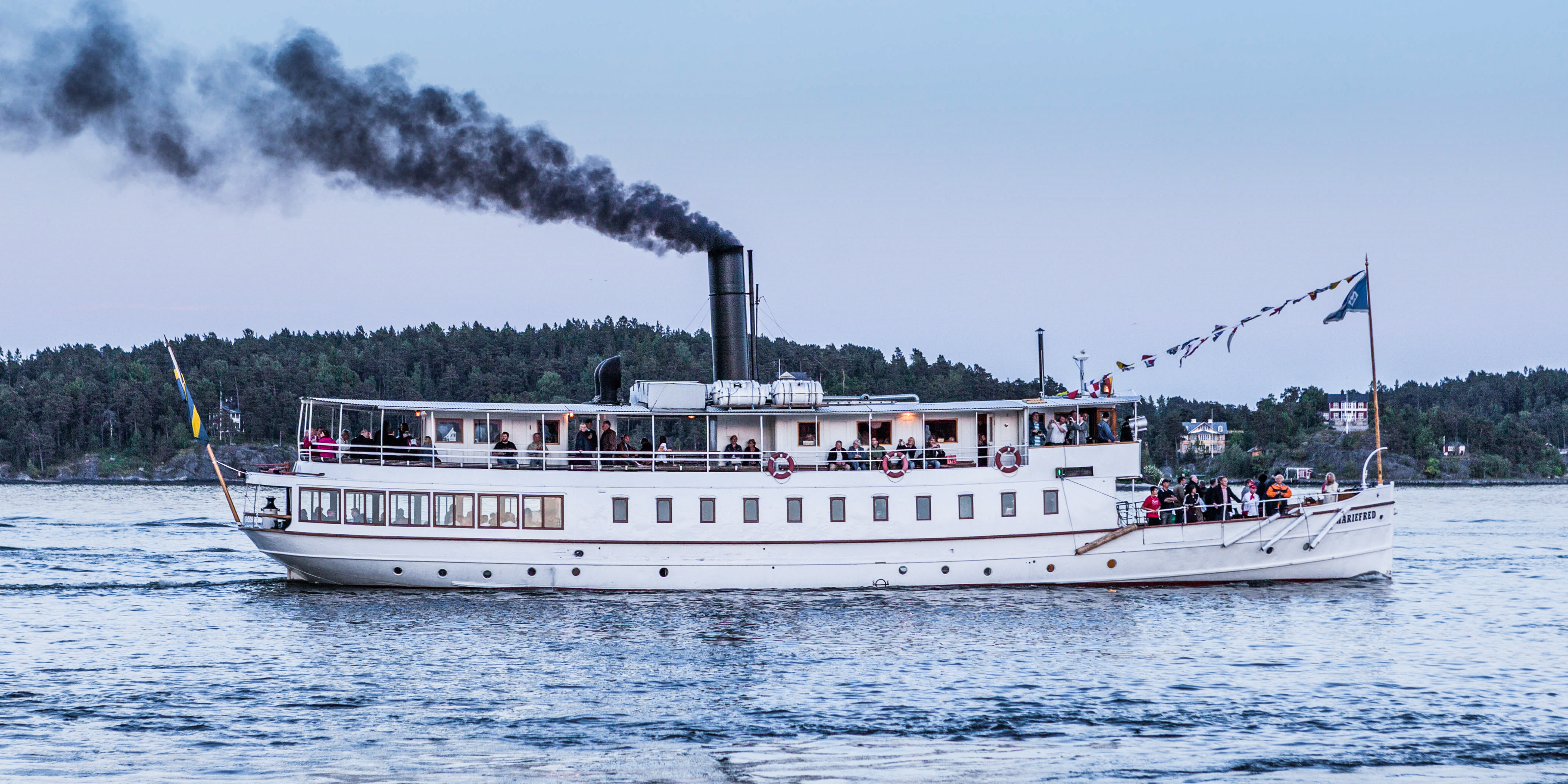
S/S Mariefred på Söderfjärden vid Vaxholm 2010.